# ふわふわ (書籍)
『ふわふわ』は、村上春樹文、安西水丸画の絵本。
『NUNO NUNO BOOKS : FUWA FUWA』（1998年5月、NUNO）に収められた村上の文章を絵本にして、1998年6月、講談社より刊行。2001年12月、講談社文庫として文庫化された。
物語は村上が子供の頃に実際に飼っていた猫の話であるという。
「ぼくは（中略）年老いたおおきな雌猫がいちばん好きだ」という言葉で本書は始まる。